# Brandenburgischer Landespokal 1997/98
Der Brandenburgische Landespokal 1997/98 war die 8. Austragung des brandenburgischen Landespokals der Männer im Amateurfußball. Der FC Energie Cottbus II setzte sich, am 19. Mai 1998 auf dem Sportplatz am Rohrteich in Jüterbog, im Finale gegen den Eisenhüttenstädter FC Stahl mit 2:1 durch und wurde, zum vierten Mal, Landespokalsieger. Durch diesen Sieg qualifizierten sich die Amateure des FC Energie Cottbus für den DFB-Pokal 1998/99.

## Kalender
Die Spiele des diesjährigen brandenburgischen Landespokals wurden an folgenden Terminen ausgetragen:
| Runde         | Auslosung | Datum             | Spiele | Vereine  |
| ------------- | --------- | ----------------- | ------ | -------- |
| 1. Hauptrunde | -         | 2. August 1997    | 24     | 48 → 24  |
| 2. Hauptrunde | -         | 30. August 1997   | 64     | 128 → 64 |
| 3. Hauptrunde | -         | 3. Oktober 1997   | 32     | 64 → 32  |
| 4. Hauptrunde | -         | 15. November 1997 | 16     | 32 → 16  |
| Achtelfinale  | -         | 13. Dezember 1997 | 8      | 16 → 8   |
| Viertelfinale | -         | 28. März 1998     | 4      | 8 → 4    |
| Halbfinale    | -         | 3. Mai 1998       | 2      | 4 → 2    |
| Finale        | -         | 19. Mai 1998      | 1      | 2 → 1    |

## Spielmodus
Der brandenburgische Landespokal 1997/98 wurde im K.-o.-System ausgetragen. Es wird zunächst versucht, in 90 Minuten einen Gewinner auszuspielen. Sollte es danach unentschieden stehen, kommt es wie in anderen Pokalwettbewerben zu einer dreißigminütigen Verlängerung.
Sollte danach immer noch kein Sieger feststehen, wird dieser dann im Elfmeterschießen nach dem bekannten Muster ermittelt.

## Turnierbaum
|  | Achtelfinale | Achtelfinale                     | Achtelfinale                |                                  |   | Viertelfinale | Viertelfinale | Viertelfinale |  |  | Halbfinale | Halbfinale | Halbfinale |  |  | Finale | Finale | Finale |
|  |              |                                  |                             |                                  |   |               |               |               |  |  |            |            |            |  |  |        |        |        |
|  |              | FSV Wacker Fürstenwalde          | 3                           |                                  |   |               |               |               |  |  |            |            |            |  |  |        |        |        |
|  |              | Brandenburger SC Süd 05          | 1                           |                                  |   |               |               |               |  |  |            |            |            |  |  |        |        |        |
|  |              | Brandenburger SC Süd 05          | 1                           | FSV Wacker Fürstenwalde          | 1 |               |               |               |  |  |            |            |            |  |  |        |        |        |
|  |              |                                  |                             | FSV Wacker Fürstenwalde          | 1 |               |               |               |  |  |            |            |            |  |  |        |        |        |
|  |              |                                  |                             | FC Energie Cottbus II            | 3 |               |               |               |  |  |            |            |            |  |  |        |        |        |
|  |              | FSV Viktoria Cottbus 1897        | 0                           | FC Energie Cottbus II            | 3 |               |               |               |  |  |            |            |            |  |  |        |        |        |
|  |              |                                  |                             |                                  |   |               |               |               |  |  |            |            |            |  |  |        |        |        |
|  |              | FC Energie Cottbus II            | 1                           |                                  |   |               |               |               |  |  |            |            |            |  |  |        |        |        |
|  |              | FC Energie Cottbus II            | 1                           | SV Falkensee-Finkenkrug          | 0 |               |               |               |  |  |            |            |            |  |  |        |        |        |
|  |              |                                  |                             | SV Falkensee-Finkenkrug          | 0 |               |               |               |  |  |            |            |            |  |  |        |        |        |
|  |              |                                  | FC Energie Cottbus II       | 1                                |   |               |               |               |  |  |            |            |            |  |  |        |        |        |
|  |              | VfB 1910 Senftenberg             | FC Energie Cottbus II       | 1                                | 0 |               |               |               |  |  |            |            |            |  |  |        |        |        |
|  |              |                                  |                             |                                  | 0 |               |               |               |  |  |            |            |            |  |  |        |        |        |
|  |              | SV Falkensee-Finkenkrug          | 3                           |                                  |   |               |               |               |  |  |            |            |            |  |  |        |        |        |
|  |              | SV Falkensee-Finkenkrug          | 3                           | FSV 63 Luckenwalde               | 0 |               |               |               |  |  |            |            |            |  |  |        |        |        |
|  |              |                                  |                             | FSV 63 Luckenwalde               | 0 |               |               |               |  |  |            |            |            |  |  |        |        |        |
|  |              |                                  |                             | SV Falkensee-Finkenkrug          | 2 |               |               |               |  |  |            |            |            |  |  |        |        |        |
|  |              | FSV 63 Luckenwalde               | 1                           | SV Falkensee-Finkenkrug          | 2 |               |               |               |  |  |            |            |            |  |  |        |        |        |
|  |              |                                  |                             |                                  |   |               |               |               |  |  |            |            |            |  |  |        |        |        |
|  |              | Müllroser SV                     | 0                           |                                  |   |               |               |               |  |  |            |            |            |  |  |        |        |        |
|  |              | Müllroser SV                     | 0                           | FC Energie Cottbus II            | 2 |               |               |               |  |  |            |            |            |  |  |        |        |        |
|  |              |                                  |                             |                                  |   |               |               |               |  |  |            |            |            |  |  |        |        |        |
|  |              |                                  | Eisenhüttenstädter FC Stahl | 1                                |   |               |               |               |  |  |            |            |            |  |  |        |        |        |
|  |              | FSV Glückauf Brieske-Senftenberg | Eisenhüttenstädter FC Stahl | 1                                | 3 |               |               |               |  |  |            |            |            |  |  |        |        |        |
|  |              |                                  |                             |                                  | 3 |               |               |               |  |  |            |            |            |  |  |        |        |        |
|  |              | FSV Optik Rathenow               | 1                           |                                  |   |               |               |               |  |  |            |            |            |  |  |        |        |        |
|  |              | FSV Optik Rathenow               | 1                           | FV Blau-Weiß Briesen/Mark        | 2 |               |               |               |  |  |            |            |            |  |  |        |        |        |
|  |              |                                  |                             | FV Blau-Weiß Briesen/Mark        | 2 |               |               |               |  |  |            |            |            |  |  |        |        |        |
|  |              |                                  |                             | FSV Glückauf Brieske-Senftenberg | 0 |               |               |               |  |  |            |            |            |  |  |        |        |        |
|  |              | FV Blau-Weiß Briesen/Mark        | 2                           | FSV Glückauf Brieske-Senftenberg | 0 |               |               |               |  |  |            |            |            |  |  |        |        |        |
|  |              |                                  |                             |                                  |   |               |               |               |  |  |            |            |            |  |  |        |        |        |
|  |              | SG Blau-Gelb Laubsdorf           | 0                           |                                  |   |               |               |               |  |  |            |            |            |  |  |        |        |        |
|  |              | SG Blau-Gelb Laubsdorf           | 0                           | FV Blau-Weiß Briesen/Mark        | 1 |               |               |               |  |  |            |            |            |  |  |        |        |        |
|  |              |                                  |                             | FV Blau-Weiß Briesen/Mark        | 1 |               |               |               |  |  |            |            |            |  |  |        |        |        |
|  |              |                                  | Eisenhüttenstädter FC Stahl | 7                                |   |               |               |               |  |  |            |            |            |  |  |        |        |        |
|  |              | SV Victoria Seelow               | Eisenhüttenstädter FC Stahl | 7                                | 1 |               |               |               |  |  |            |            |            |  |  |        |        |        |
|  |              |                                  |                             |                                  |   |               |               |               |  |  |            |            |            |  |  |        |        |        |
|  |              | Eisenhüttenstädter FC Stahl      | 4                           |                                  |   |               |               |               |  |  |            |            |            |  |  |        |        |        |
|  |              | Eisenhüttenstädter FC Stahl      | 4                           | BSV Cottbus-Ost                  | 0 |               |               |               |  |  |            |            |            |  |  |        |        |        |
|  |              |                                  |                             | BSV Cottbus-Ost                  | 0 |               |               |               |  |  |            |            |            |  |  |        |        |        |
|  |              |                                  |                             | Eisenhüttenstädter FC Stahl      | 3 |               |               |               |  |  |            |            |            |  |  |        |        |        |
|  |              | Angermünder FC                   | 0                           | Eisenhüttenstädter FC Stahl      | 3 |               |               |               |  |  |            |            |            |  |  |        |        |        |
|  |              |                                  |                             |                                  |   |               |               |               |  |  |            |            |            |  |  |        |        |        |
|  |              | BSV Cottbus-Ost                  | 1                           |                                  |   |               |               |               |  |  |            |            |            |  |  |        |        |        |

## 1. Hauptrunde
| Datum      |                                 | Ergebnis              |                                  |
| ---------- | ------------------------------- | --------------------- | -------------------------------- |
| 02.08.1997 | FSV Grün-Weiß Schwarzheide      | 6:0                   | FSV Grün-Gelb Doberlug-Kirchhain |
| 02.08.1997 | ESV Lokomotive Cottbus II       | 3:0                   | FSV Rot-Weiß Luckau              |
| 02.08.1997 | TSV Empor Dahme                 | 5:2                   | TSV Schlieben 1878               |
| 02.08.1997 | Gräfendorfer SV                 | 2:5                   | VfB 1910 Senftenberg             |
| 02.08.1997 | SV Wacker 21 Schönwalde         | 4:1                   | VfB Herzberg 68                  |
| 02.08.1997 | SG Frischauf Briesen 1912       | 2:2 n. V. (3:5 i. E.) | SV Turbine Finkenheerd           |
| 02.08.1997 | SV Grün-Weiß Großbeeren         | 1:2                   | FC Viktoria Jüterbog             |
| 02.08.1997 | SV Germania Lychen              | 1:3 n. V.             | SV Blau-Weiß Gartz               |
| 02.08.1997 | Angermünder FC                  | 5:0                   | SV Eintracht Göritz              |
| 02.08.1997 | FSV 63 Luckenwalde III          | 3:11                  | SV Turbine Potsdam               |
| 02.08.1997 | SV Biesenthal                   | 2:2 n. V. (7:6 i. E.) | FSV Altranft                     |
| 02.08.1997 | SV Ziesar                       | 0:1                   | SG 1910 Woltersdorf              |
| 02.08.1997 | SV Hertefeld                    | 2:0                   | TSG Teltow/Kleinmachnow          |
| 02.08.1997 | TuS 1896 Sachsenhausen          | 2:0                   | SV Wustrau                       |
| 02.08.1997 | SV Prötzel                      | 2:3                   | SV Alemannia Dolgelin            |
| 02.08.1997 | SV Blau-Weiß Frankfurt/Oder     | 12:2                  | SV Grün-Weiß Letschin            |
| 02.08.1997 | SV Kickers Trebus               | 1:2 n. V.             | SV Rot-Weiß Werneuchen           |
| 02.08.1997 | SV Gumtow                       | 1:2                   | FK Hansa Wittstock               |
| 02.08.1997 | Märkischer SV 1919 Neuruppin II | 3:1                   | SV Blau-Weiß Dannenwalde         |
| 02.08.1997 | SV Grün-Weiß Mellensee          | 2:1                   | FSV 63 Luckenwalde II            |
| 02.08.1997 | SG Bornim II                    | 4:2                   | SV Grün-Weiß Klein Kreutz        |
| 02.08.1997 | FSV Forst Borgsdorf             | 2:0                   | SG Bruchmühle                    |
| 02.08.1997 | FV Erkner 1920                  | 3:1                   | Post SV 28 Frankfurt/Oder        |
| 02.08.1997 | FSV Eintracht Glindow           | 5:2 n. V.             | SV Rot-Weiß Nennhausen           |

## 2. Hauptrunde
| Datum      |                                        | Ergebnis                |                                  |
| ---------- | -------------------------------------- | ----------------------- | -------------------------------- |
| 30.08.1997 | SV Großräschen                         | 1:3                     | FSV Glückauf Brieske-Senftenberg |
| 30.08.1997 | SV Chemie Guben                        | 0:5                     | FC Energie Cottbus II            |
| 30.08.1997 | Spremberger SV 1862                    | 2:4                     | SV Empor Mühlberg                |
| 30.08.1997 | SG Sielow                              | 3:6                     | ESV Lokomotive Cottbus           |
| 30.08.1997 | SV Werben 1892                         | 4:1                     | SpVgg Blau-Weiß Vetschau         |
| 30.08.1997 | FSV Lauchhammer 08                     | 3:4                     | FC Rot-Weiß Elsterwerda          |
| 30.08.1997 | SV Rot-Weiß 90 Forst                   | 6:3                     | SV Blau-Weiß Groß Lindow         |
| 30.08.1997 | VfB Klettwitz                          | 2:4 n. V.               | Spremberger SC 1896              |
| 30.08.1997 | Breesener SV Guben-Nord                | 1:4                     | SV Döbern                        |
| 30.08.1997 | SV 1926 Calau                          | 1:5                     | SV Wacker 09 Cottbus-Ströbitz    |
| 30.08.1997 | SV Eintracht Ortrand                   | 2:2 n. V. (7:8 i. E.)   | SV Dissenchen 04                 |
| 30.08.1997 | VfB Hohenleipisch 1912                 | 3:1                     | TSG Lübbenau 63                  |
| 30.08.1997 | FSV Groß Leuthen/Gröditsch             | 3:2                     | SV Askania Schipkau              |
| 30.08.1997 | FSV Viktoria Cottbus 1897              | 3:1                     | VfB Eisenhüttenstadt             |
| 30.08.1997 | SV Preußen Beeskow                     | 0:0 n. V. (5:6 i. E.)   | SG Blau-Gelb Laubsdorf           |
| 30.08.1997 | TSV Empor Dahme                        | 2:4                     | FSV 63 Luckenwalde               |
| 30.08.1997 | FSV Grün-Weiß Schwarzheide             | 1:1 n. V. (9:8 i. E.)   | SpVgg Finsterwalde               |
| 30.08.1997 | VfB 1910 Senftenberg                   | 4:0                     | ESV Lokomotive Falkenberg        |
| 30.08.1997 | ESV Lokomotive Cottbus II              | 2:4                     | SV Grün-Weiß Lübben              |
| 30.08.1997 | SV Turbine Finkenheerd                 | 3:1                     | TV 1861 Forst                    |
| 30.08.1997 | SV Wacker 21 Schönwalde                | 0:6                     | BSV Cottbus-Ost                  |
| 30.08.1997 | SV Eiche Weisen                        | 0:5                     | SV Schwarz-Rot Neustadt (Dosse)  |
| 30.08.1997 | SV Turbine Potsdam                     | 2:1 n. V.               | BSV Brandenburg                  |
| 30.08.1997 | FC Viktoria Jüterbog                   | 1:2                     | Ludwigsfelder FC                 |
| 30.08.1997 | SV Kloster Lehnin                      | 2:1                     | FSV Ketzin/Falkenrehde           |
| 30.08.1997 | SG Müncheberg                          | 0:1                     | Frankfurter FC Viktoria 91       |
| 30.08.1997 | SV Grün-Weiß Mellensee                 | 2:2 n. V. (10:11 i. E.) | SG Fortuna Babelsberg            |
| 30.08.1997 | Teltower FV 1913                       | 1:2 n. V.               | SG Bornim                        |
| 30.08.1997 | SV Blau-Weiß Gartz                     | 3:1                     | FSV Rot-Weiß Prenzlau            |
| 30.08.1997 | FC Strausberg                          | 0:7                     | Eisenhüttenstädter FC Stahl      |
| 30.08.1997 | ESV Kirchmöser                         | 0:8                     | FSV Optik Rathenow               |
| 30.08.1997 | SV Jahn Bad Freienwalde                | 1:5                     | Müllroser SV                     |
| 30.08.1997 | VfB Trebbin                            | 0:7                     | SV Babelsberg 03                 |
| 30.08.1997 | FSV Borgsdorf                          | 0:1                     | SV Falkensee-Finkenkrug          |
| 30.08.1997 | TuS 1896 Sachsenhausen                 | 1:5                     | SG Eintracht Oranienburg         |
| 30.08.1997 | Schönower SV                           | 2:5                     | FV Motor Eberswalde              |
| 30.08.1997 | SG Einheit Belzig                      | 0:2                     | Brandenburger SC Süd 05          |
| 30.08.1997 | Häsener SV                             | 1:3                     | SG Motor Hennigsdorf             |
| 30.08.1997 | SV Altlüdersdorf                       | 2:1                     | FSV Velten 90                    |
| 30.08.1997 | FSV Eintracht 1920 Königs Wusterhausen | 2:1                     | Kolkwitzer SV 1896               |
| 30.08.1997 | SV Blau-Weiß Frankfurt/Oder            | 2:2 n. V. (12:11 i. E.) | SV Germania 90 Schöneiche        |
| 30.08.1997 | SG Phönix Wildau                       | 0:3                     | FSV Wacker Fürstenwalde          |
| 30.08.1997 | FV Blau-Weiß Briesen/Mark              | 4:1                     | Eisenhüttenstädter FC Stahl II   |
| 30.08.1997 | FSV Bernau                             | abg.                    | FV Motor Eberswalde II           |
| 30.08.1997 | MSV Hanse Frankfurt/oder               | 3:4                     | MSV 19 Rüdersdorf                |
| 30.08.1997 | ESV Prenzlau                           | 2:1                     | FSV Blau-Weiß Wriezen            |
| 30.08.1997 | SV Alemannia Dolgelin                  | 0:0 n. V. (5:4 i. E.)   | 1. FV Stahl Finow                |
| 30.08.1997 | SV Rot-Weiß Werneuchen                 | 0:6                     | TSG Fredersdorf/Vogelsdorf       |
| 30.08.1997 | VGS 90 Schwedt                         | 5:2                     | VfB Gramzow                      |
| 30.08.1997 | SV Victoria Seelow                     | 2:1 n. V.               | SV Fortuna 94 Schwedt            |
| 30.08.1997 | SV Biesenthal                          | 0:2                     | FSV Schorfheide Joachimsthal     |
| 30.08.1997 | FV 1920 Erkner                         | 2:1                     | SV Kickers Oderberg              |
| 30.08.1997 | SV Borussia Criewen                    | 2:3 n. V.               | SV Zehdenick 1920                |
| 30.08.1997 | Märkischer SV 1919 Neuruppin II        | 0:4                     | Pritzwalker SV                   |
| 30.08.1997 | FK Hansa Wittstock                     | 2:1                     | SSV Einheit Perleberg            |
| 30.08.1997 | TuS Dabergotz                          | 1:2                     | FC Stahl Hennigsdorf             |
| 30.08.1997 | FSV CM Veritas Wittenberge             | 5:3                     | SV Wacker Meyenburg              |
| 30.08.1997 | SV Blau-Weiß Rheinsberg                | 0:1                     | Märkischer SV 1919 Neuruppin     |
| 30.08.1997 | Angermünder FC                         | 0:0 n. V. (5:4 i. E.)   | SV Victoria Templin              |
| 30.08.1997 | ESV Lokomotive Seddin                  | 1:3                     | VfL Nauen                        |
| 30.08.1997 | SV Grün-Weiß Niemegk                   | 0:4                     | SV Babelsberg 03 II              |
| 30.08.1997 | FSV Eintracht Glindow                  | 4:3 n. V.               | SV Fehrbellin                    |
| 30.08.1997 | SG 1910 Woltersdorf                    | 0:5                     | SG Bornim II                     |
| 30.08.1997 | SV Hertefeld                           | 4:1                     | TSV Chemie Premnitz              |

## 3. Hauptrunde
| Datum      |                                        | Ergebnis                |                                  |
| ---------- | -------------------------------------- | ----------------------- | -------------------------------- |
| 04.10.1997 | SV Blau-Weiß Frankfurt/Oder            | 1:4                     | FC Energie Cottbus II            |
| 04.10.1997 | FSV Groß Leuthen/Gröditsch             | 2:1                     | Spremberger SC 1896              |
| 04.10.1997 | SV Wacker 09 Cottbus-Ströbitz          | 1:4                     | FSV Glückauf Brieske-Senftenberg |
| 04.10.1997 | FSV Grün-Weiß Schwarzheide             | 2:3                     | SV Empor Mühlberg                |
| 04.10.1997 | BSV Cottbus-Ost                        | 1:1 n. V. (6:5 i. E.)   | ESV Lokomotive Cottbus           |
| 04.10.1997 | VfB 1910 Senftenberg                   | 4:0                     | FC Rot-Weiß Elsterwerda          |
| 04.10.1997 | SV Rot-Weiß 90 Forst                   | 3:2                     | SV Grün-Weiß Lübben              |
| 04.10.1997 | SV Werben 1892                         | 1:1 n. V. (5:6 i. E.)   | SG Blau-Gelb Laubsdorf           |
| 04.10.1997 | SV Dissenchen 04                       | 0:2                     | Müllroser SV                     |
| 04.10.1997 | FSV Viktoria Cottbus 1897              | 4:2                     | SV Döbern                        |
| 04.10.1997 | VfB Hohenleipisch 1912                 | 1:3                     | FSV 63 Luckenwalde               |
| 04.10.1997 | SV Turbine Potsdam                     | 2:2 n. V. (11:12 i. E.) | SG Fortuna Babelsberg            |
| 04.10.1997 | SG Bornim II                           | 1:3                     | SG Motor Hennigsdorf             |
| 04.10.1997 | FC Stahl Hennigsdorf                   | 1:4                     | SV Schwarz-Rot Neustadt (Dosse)  |
| 04.10.1997 | SV Hertefeld                           | 1:3                     | SV Babelsberg 03 II              |
| 04.10.1997 | SV Eintracht Glindow                   | 0:2                     | SV Falkensee-Finkenkrug          |
| 04.10.1997 | FK Hansa Wittstock                     | 0:11                    | SV Babelsberg 03                 |
| 04.10.1997 | Pritzwalker SV                         | 1:4                     | FSV Optik Rathenow               |
| 04.10.1997 | SV Altlüdersdorf                       | 0:0 n. V. (4:5 i. E.)   | SG Eintracht Oranienburg         |
| 04.10.1997 | FSV CM Veritas Wittenberge             | 1:2                     | Märkischer SV 1919 Neuruppin     |
| 04.10.1997 | VfL Nauen                              | 2:1                     | Ludwigsfelder FC                 |
| 04.10.1997 | SV Kloster Lehnin                      | 0:5                     | Brandenburger SC Süd 05          |
| 04.10.1997 | FSV Eintracht 1920 Königs Wusterhausen | 2:3                     | SG Bornim                        |
| 04.10.1997 | SV Turbine Finkenheerd                 | 1:3                     | FSV Wacker Fürstenwalde          |
| 04.10.1997 | SV Blau-Weiß Gartz                     | 0:4                     | FV Motor Eberswalde              |
| 04.10.1997 | FV Blau-Weiß Briesen/Mark              | 3:2                     | TSG Fredersdorf/Vogelsdorf       |
| 04.10.1997 | FV Erkner 1920                         | 0:8                     | Eisenhüttenstädter FC Stahl      |
| 04.10.1997 | SV Alemannia Dolgelin                  | 1:5                     | SV Victoria Seelow               |
| 04.10.1997 | SV Zehdenick 1920                      | 0:4                     | VGS 90 Schwedt                   |
| 04.10.1997 | FSV Schorfheide-Joachimsthal           | 3:0                     | MSV 19 Rüdersdorf                |
| 04.10.1997 | Angermünder FC                         | 2:2 n. V. (8:6 i. E.)   | ESV Prenzlau                     |
| 04.10.1997 | FSV Bernau                             | 0:2                     | Frankfurter FC Viktoria 91       |

## 4. Hauptrunde
| Datum      |                              | Ergebnis              |                                  |
| ---------- | ---------------------------- | --------------------- | -------------------------------- |
| 15.11.1997 | FSV Groß Leuthen/Gröditsch   | 1:8                   | Eisenhüttenstädter FC Stahl      |
| 15.11.1997 | SV Babelsberg 03 II          | 0:2                   | Brandenburger SC Süd 05          |
| 15.11.1997 | FSV Schorfheide-Joachimsthal | 1:4                   | FSV Glückauf Brieske-Senftenberg |
| 15.11.1997 | FV Motor Eberswalde          | 0:0 n. V. (3:5 i. E.) | FSV Optik Rathenow               |
| 15.11.1997 | FSV 63 Luckenwalde           | 4:0                   | Märkischer SV 1919 Neuruppin     |
| 15.11.1997 | Müllroser SV                 | 0:0 n. V. (4:2 i. E.) | SV Babelsberg 03                 |
| 15.11.1997 | FC Energie Cottbus II        | 2:0                   | SG Bornim                        |
| 15.11.1997 | FSV Viktoria Cottbus 1897    | 3:1                   | VfL Nauen                        |
| 15.11.1997 | FV Blau-Weiß Briesen/Mark    | 3:2                   | SG Eintracht Oranienburg         |
| 15.11.1997 | SV Falkensee-Finkenkrug      | 3:1                   | SG Fortuna Babelsberg            |
| 15.11.1997 | SV Victoria Seelow           | 4:0                   | VGS 90 Schwedt                   |
| 15.11.1997 | FSV Wacker Fürstenwalde      | 3:2 n. V.             | Frankfurter FC Viktoria 91       |
| 15.11.1997 | BSV Cottbus-Ost              | 2:1 n. V.             | SV Rot-Weiß 90 Forst             |
| 15.11.1997 | VfB 1910 Senftenberg         | 4:3 n. V.             | SG Motor Hennigsdorf             |
| 15.11.1997 | Angermünder FC               | 1:0                   | SV Empor Mühlberg                |
| 15.11.1997 | SG Blau-Gelb Laubsdorf       | 3:1                   | SV Schwarz-Rot Neustadt (Dosse)  |

## Achtelfinale
| Datum      |                                  | Ergebnis |                             |
| ---------- | -------------------------------- | -------- | --------------------------- |
| 29.11.1997 | SV Victoria Seelow               | 1:4      | Eisenhüttenstädter FC Stahl |
| 13.12.1997 | FSV Viktoria Cottbus 1897        | 0:1      | FC Energie Cottbus II       |
| 13.12.1997 | FSV 63 Luckenwalde               | 1:0      | Müllroser SV                |
| 13.12.1997 | FSV Glückauf Brieske-Senftenberg | 3:1      | FSV Optik Rathenow          |
| 13.12.1997 | FSV Wacker Fürstenwalde          | 3:1      | Brandenburger SC Süd 05     |
| 13.12.1997 | Angermünder FC                   | 0:1      | BSV Cottbus-Ost             |
| 31.01.1998 | FV Blau-Weiß Briesen/Mark        | 2:0      | SG Blau-Gelb Laubsdorf      |
| 18.03.1998 | VfB 1910 Senftenberg             | 0:3      | SV Falkensee-Finkenkrug     |

## Viertelfinale
| Datum      |                           | Ergebnis |                                  |
| ---------- | ------------------------- | -------- | -------------------------------- |
| 21.03.1998 | BSV Cottbus-Ost           | 0:3      | Eisenhüttenstädter FC Stahl      |
| 28.03.1998 | FV Blau-Weiß Briesen/Mark | 2:0      | FSV Glückauf Brieske-Senftenberg |
| 28.03.1998 | FSV Wacker Fürstenwalde   | 1:3      | FC Energie Cottbus II            |
| 28.03.1998 | FSV 63 Luckenwalde        | 0:2      | SV Falkensee-Finkenkrug          |

## Halbfinale
| Datum      |                           | Ergebnis |                             |
| ---------- | ------------------------- | -------- | --------------------------- |
| 11.04.1998 | SV Falkensee-Finkenkrug   | 0:1      | FC Energie Cottbus II       |
| 22.04.1998 | FV Blau-Weiß Briesen/Mark | 1:7      | Eisenhüttenstädter FC Stahl |

## Finale
| FC Energie Cottbus II                                           | FC Energie Cottbus II | Eisenhüttenstädter FC Stahl | Eisenhüttenstädter FC Stahl |
| --------------------------------------------------------------- | --- | --- | --------------------------- |
| FC Energie Cottbus II                                           | \| 19. Mai 1998 um 15:00 Uhr in Jüterbog (Sportplatz am Rohrteich) \| \| Ergebnis: 2:1 (1:0) \| \| Zuschauer: 500 \| \| Schiedsrichter: Heinz Rothe \| | \| 19. Mai 1998 um 15:00 Uhr in Jüterbog (Sportplatz am Rohrteich) \| \| Ergebnis: 2:1 (1:0) \| \| Zuschauer: 500 \| \| Schiedsrichter: Heinz Rothe \|                                                    | Eisenhüttenstädter FC Stahl |
| FC Energie Cottbus II                                           | Edmund Rottler – Kevin McKenna, Matthias Müller, Kay Wenschlag – Iliks Kotri, Lars Mebus (86. Rene Kuhle), Andreas Richter, Sven Unversucht (80. Thomas Pahn), Jörg Woltmann – Marcel Rath, Dietmar Wuttke (82. Markus Krautzig) Cheftrainer: Jürgen Meseck | Robert Reschke – Olaf Backasch, Jörg Bartz (42. Rene Thieme), Thomas Schwöbel – Frank Bartz, Sascha Geister, Mike Klenge, Björn Kremser, Dirk Wiemer – Silvio Schade, Andy Wagner Cheftrainer: Harry Rath | Eisenhüttenstädter FC Stahl |
| FC Energie Cottbus II                                           | 1:0 Dietmar Wuttke (10.) 2:0 Jörg Woltmann (60.) | 2:1 Silvio Schade (90.) | Eisenhüttenstädter FC Stahl |
| 19. Mai 1998 um 15:00 Uhr in Jüterbog (Sportplatz am Rohrteich) | | |                             |
| Ergebnis: 2:1 (1:0)                                             | | |                             |
| Zuschauer: 500                                                  | | |                             |
| Schiedsrichter: Heinz Rothe                                     | | |                             |

## Der Landespokalsieger im DFB-Pokal 1998/99
| Runde         | Datum      | Heim                       | Ergebnis | Auswärts                  |
| ------------- | ---------- | -------------------------- | -------- | ------------------------- |
| 1. Hauptrunde | 29.08.1998 | FC Energie Cottbus II (OL) | 0:1      | SpVgg Greuther Fürth (2L) |